# Conilhac-Corbières
Conilhac-Corbières là một xã của Pháp, nằm ở tỉnh Aude trong vùng Occitanie.
Người dân địa phương trong tiếng Pháp gọi là Conilhacois.

## Hành chính
| Danh sách các xã trưởng                |           |                 |      |                      |
| Giai đoạn                              | Giai đoạn | Tên             | Đảng | Tư cách              |
| tháng 3 năm 1983                       | 2014      | Serge Brunel    | PS   | tổng thanh tra CNFPT |
| tháng 3 năm 1959                       | 1983      | Joseph Brunel   | PS   |                      |
| Mai 1945                               | 1959      | Roudel          |      |                      |
| tháng 3 năm 1941                       | 1945      | Jean Dantras    |      |                      |
| 5 Mai 1935                             | 1941      | Pierre Pauc     |      | décédé le 8.3.1941   |
| 1929                                   | 1935      | Etienne Minguet |      |                      |
| Tất cả các dữ liệu trước đây không rõ. |           |                 |      |                      |

## Thông tin nhân khẩu
| Năm | 1962 | 1968 | 1975 | 1982 | 1990 | 1999 |
| --- | ---- | ---- | ---- | ---- | ---- | ---- |
| Dân số | 503  | 547  | 532  | 528  | 582  | 601  |
| From the year 1968 on: No double counting—residents of multiple communes (e.g. students and military personnel) are counted only once. |      |      |      |      |      |      |